# Lijst van brutoformules C09

## 
Dit lemma is een onderdeel van de lijst van brutoformules met negen koolstofatomen.

## C9H0
| Brutoformule                    | Naam                                                                           |
| ------------------------------- | ------------------------------------------------------------------------------ |
| {\displaystyle {\ce {C9O6}}}    | Trimeer van koolstofsuboxide ~ als Koolstofoxide Kopje Polymere koolstofoxides |
| {\displaystyle {\ce {C9O9}}}    | Hexahydroxybenzeentriscarbonaat ~ als Koolstofoxide Kopje Nieuwe oxides        |
| {\displaystyle {\ce {C9Fe2O9}}} | Di-ijzernonacarbonyl                                                           |

## C9H4
| Brutoformule                        | Naam                                              |
| ----------------------------------- | ------------------------------------------------- |
| {\displaystyle {\ce {C9H4Cl3NO2S}}} | Folpet ~ IUPAC: N-(trichloormethylthio)ftaalimide |
| {\displaystyle {\ce {C9H4Cl6O4}}}   | Chlorendinezuur                                   |
| {\displaystyle {\ce {C9H4Cl6O5}}}   | Trimellietzuuranhydride ~ uit trimellietzuur      |

## C9H5
| Brutoformule                      | Naam                      |
| --------------------------------- | ------------------------- |
| {\displaystyle {\ce {C9H5Cl3N4}}} | Anilazine ~ als fungicide |

## C9H6
| Brutoformule                       | Naam                                                                                 |
| ---------------------------------- | ------------------------------------------------------------------------------------ |
| {\displaystyle {\ce {C9H6Cl6O3S}}} | Endosulfan ~ als insecticide                                                         |
| {\displaystyle {\ce {C9H6F3N3O}}}  | Flonicamid                                                                           |
| {\displaystyle {\ce {C9H6N2O2}}}   | 2,4-tolueendi-isocyanaat                                                             |
| {\displaystyle {\ce {C9H6O2}}}     | Cumarine ~ biosynthese ~Coumarinederivaten, medische aspecten van ~                  |
| {\displaystyle {\ce {C9H6O2}}}     | 6-benzofuraancarbonzuur ~ in synthese benzofuraan                                    |
| {\displaystyle {\ce {C9H6O2}}}     | 1,3-Indaandion                                                                       |
| {\displaystyle {\ce {C9H6O3}}}     | Umbelliferon ~ als fenylpropanoïde                                                   |
| {\displaystyle {\ce {C9H6O4}}}     | Ninhydrine                                                                           |
| {\displaystyle {\ce {C9H6O6}}}     | Hemimellietzuur ~ IUPAC: 1,2,3-benzeentricarbonzuur ~ als isomeer van trimellietzuur |
| {\displaystyle {\ce {C9H6O6}}}     | Trimellietzuur ~ IUPAC: 1,2,4-benzeentricarbonzuur                                   |
| {\displaystyle {\ce {C9H6O6}}}     | Trimesinezuur ~ IUPAC: 1,3,5-benzeentricarbonzuur ~ als isomeer van trimellietzuur   |

## C9H7
| Brutoformule                      | Naam                                      |
| --------------------------------- | ----------------------------------------- |
| {\displaystyle {\ce {C9H7Cl2N5}}} | Lamotrigine                               |
| {\displaystyle {\ce {C9H7N}}}     | Atroponitril                              |
| {\displaystyle {\ce {C9H7N}}}     | Chinoline ~ als aromatische verbinding    |
| {\displaystyle {\ce {C9H7N}}}     | Isochinoline ~ als aromatische verbinding |
| {\displaystyle {\ce {C9H7N7O2S}}} | Azathioprine                              |

## C9H8
| Brutoformule                             | Naam |
| ---------------------------------------- | --- |
| {\displaystyle {\ce {C9H8}}}             | Indeen |
| {\displaystyle {\ce {C9H8Cl2O3}}}        | Dichloorprop ~ IUPAC: 2-(2,4-dichloorfenoxy)-propaanzuur ~ International Chemical Safety Card: 0038                    |
| {\displaystyle {\ce {C9H8Cl3NO2S}}}      | Captan |
| {\displaystyle {\ce {C9H8N2O2C9H8N2O2}}} | Pemoline |
| {\displaystyle {\ce {C9H8N4OSC9H8N4OS}}} | Thidiazuron ~ als plantengroeiregelaar                                                                                 |
| {\displaystyle {\ce {C9H8O}}}            | Kaneelaldehyde ~ IUPAC: 3-fenyl-2-propeenaldehyde                                                                      |
| {\displaystyle {\ce {C9H8O}}}            | Indanon - twee isomeren: ~ 1-indanon ~ 2-indanon                                                                       |
| {\displaystyle {\ce {C9H8O2}}}           | Cubaancarbonzuur ~ in Favorskii-omlegging                                                                              |
| {\displaystyle {\ce {C9H8O2}}}           | Coumarine |
| {\displaystyle {\ce {C9H8O2}}}           | Kaneelzuur ~ Ook wel: E-3-fenyl-2-propeenzuur ~ als fenylpropanoïde                                                    |
| {\displaystyle {\ce {C9H8O2}}}           | 4-Vinylbenzoëzuur |
| {\displaystyle {\ce {C9H8O3}}}           | 2-Cumaarzuur ~ als Cumaarzuur                                                                                          |
| {\displaystyle {\ce {C9H8O3}}}           | 3-Cumaarzuur ~ als Cumaarzuur                                                                                          |
| {\displaystyle {\ce {C9H8O3}}}           | 4-Cumaarzuur ~ als Cumaarzuur                                                                                          |
| {\displaystyle {\ce {C9H8O3}}}           | Fenylpyrodruivenzuur ~ IUPAC: 3-fenyl-2-oxopropaanzuur ~ in de biologie: 3-Fenylpyruvaat ~ in fenylketonurie           |
| {\displaystyle {\ce {C9H8O4}}}           | Acetylsalicylzuur ~ Ook wel: aspirine, ester van 2-hydroxybenzoëzuur en ethaanzuur, ester van salicylzuur en azijnzuur |
| {\displaystyle {\ce {C9H8O4}}}           | 4-Hydroxyfenylpyrodruivenzuur ~ IUPAC: 3-(4-hydroxyfenyl)-2-oxopropaanzuur                                             |
| {\displaystyle {\ce {C9H8O4}}}           | Koffiezuur ~ IUPAC: (E)-3-(3,4-dihydroxyfenyl)-2-propeenzuur ~ Ook wel: 3,4-dihydroxykaneelzuur                        |
| {\displaystyle {\ce {C9H8O4}}}           | Umbellinezuur |
| {\displaystyle {\ce {C9H8Si}}}           | silanaftaleen ~ in vergelijking met silabenzeen                                                                        |

## C9H9
| Brutoformule                        | Naam                                                                      |
| ----------------------------------- | ------------------------------------------------------------------------- |
| {\displaystyle {\ce {C9H9}}}        | Cinnamylgroep {\displaystyle {\ce {C6H5-Ch=CH-CH2 -}}}                    |
| {\displaystyle {\ce {C9H9ClN3}}}    | Clonidine                                                                 |
| {\displaystyle {\ce {C9H9ClO3}}}    | MCPA                                                                      |
| {\displaystyle {\ce {C9H9Cl2NO}}}   | Propanil                                                                  |
| {\displaystyle {\ce {C9H9HgNaO2S}}} | Thiomersal                                                                |
| {\displaystyle {\ce {C9H9N}}}       | Scatool ~ IUPAC: 3-methylindool ~ als afbraakproduct van tryptofaan       |
| {\displaystyle {\ce {C9H9NO2S}}}    | Tosylmethylisocyanide                                                     |
| {\displaystyle {\ce {C9H9NO3}}}     | Adrenochroom ~ IUPAC: 3-Hydroxy-1-methyl-2,3-dihydro-1 H- indool-5,6-dion |
| {\displaystyle {\ce {C9H9NO3}}}     | Hippuurzuur                                                               |
| {\displaystyle {\ce {C9H9NO5}}}     | nitroapocynine 4-Acetyl-2-methoxy-6-nitrofenol                            |
| {\displaystyle {\ce {C9H9N3O2}}}    | Carbendazim ~ IUPAC: Methyl 1H-benzimidazol-2-ylcarbamaat                 |
| {\displaystyle {\ce {C9H9N5}}}      | Benzoguanamine ~ 6-fenyl-1,3,5-triazine-2,4-diamine                       |

## C9H10
| Brutoformule                          | Naam |
| ------------------------------------- | --- |
| {\displaystyle {\ce {C9H10}}}         | Cyclononatetraeen |
| {\displaystyle {\ce {C9H10}}}         | Indaan |
| {\displaystyle {\ce {C9H10}}}         | α-Methylstyreen ~ Ook wel: 2-fenylpropeen                                                                                         |
| {\displaystyle {\ce {C9H10}}}         | E-β-Methylstyreen ~ Ook wel: 1-fenylpropeen ~ als Methylstyreen                                                                   |
| {\displaystyle {\ce {C9H10}}}         | 2-Vinyltolueen ~ Ook wel: o-methylstyreen                                                                                         |
| {\displaystyle {\ce {C9H10}}}         | 3-Vinyltolueen ~ Ook wel: m-methylstyreen                                                                                         |
| {\displaystyle {\ce {C9H10}}}         | 4-Vinyltolueen ~ Ook wel: p-methylstyreen                                                                                         |
| {\displaystyle {\ce {C9H10ClN2O5PS}}} | Azamethifos |
| {\displaystyle {\ce {C9H10ClN5O2}}}   | Imidacloprid |
| {\displaystyle {\ce {C9H10Cl2N2O}}}   | Diuron |
| {\displaystyle {\ce {C9H10Cl2N2O2}}}  | Linuron |
| {\displaystyle {\ce {C9H10N2}}}       | Myosmine |
| {\displaystyle {\ce {C9H10N2O}}}      | Fenidon ~ IUPAC: 1-fenyl-3-pyrazolidinon                                                                                          |
| {\displaystyle {\ce {C9H10N2O5}}}     | Nitrotyrosine |
| {\displaystyle {\ce {C9H10O}}}        | Allylfenylether ~ Ook wel: fenylallylether ~ in Claisen-omlegging                                                                 |
| {\displaystyle {\ce {C9H10O}}}        | o-Allylfenol ~ in Claisen-omlegging                                                                                               |
| {\displaystyle {\ce {C9H10O}}}        | Fenylaceton |
| {\displaystyle {\ce {C9H10O2}}}       | Benzylacetaat |
| {\displaystyle {\ce {C9H10O2}}}       | p-Coumarylalcohol ~ als fenylpropanoïde                                                                                           |
| {\displaystyle {\ce {C9H10O2}}}       | Fenylglycidylether |
| {\displaystyle {\ce {C9H10O2}}}       | 4-Methoxyacetofenon |
| {\displaystyle {\ce {C9H10O3}}}       | Apocynine, 4-acetyl-2-methoxyfenol                                                                                                |
| {\displaystyle {\ce {C9H10O3}}}       | Ethyl-4-hydroxybenzoaat |
| {\displaystyle {\ce {C9H10O3}}}       | Ethylvanilline |
| {\displaystyle {\ce {C9H10O3}}}       | Tropinezuur ~ IUPAC: 2-fenyl-3-hydroxypropaanzuur Engels: 3-hydroxy-2-phenylpropanoic acid (substituenten worden gealfabetiseerd) |
| {\displaystyle {\ce {C9H10O3}}}       | Veratraldehyde ~ IUPAC: 3,4-dimethoxybenzaldehyde                                                                                 |
| {\displaystyle {\ce {C9H10O4}}}       | Syringaldehyde |

## C9H11
| {\displaystyle {\ce {C9H11Cl2FN2O2S2}}} | Dichlofluanide                                                                      |
| {\displaystyle {\ce {C9H11Cl3NO3PS}}}   | Chloorpyrifos                                                                       |
| {\displaystyle {\ce {C9H11N}}}          | N-Allylaniline                                                                      |
| {\displaystyle {\ce {C9H11N}}}          | Tetrahydro-isochinoline                                                             |
| {\displaystyle {\ce {C9H11NO}}}         | Cathinon ~ IUPAC: 2-amino-1-fenyl-1-propanon ~ als cathinon                         |
| {\displaystyle {\ce {C9H11NO}}}         | 4-(N,N-dimethylamino)-benzaldehyde ~ in de Vilsmeier-Haack-reactie                  |
| {\displaystyle {\ce {C9H11NO2}}}        | Benzocaïne ~ Ook wel: ester van ethanol en 4-aminobenzoëzuur, ethyl-4-aminobenzoaat |
| {\displaystyle {\ce {C9H11NO2}}}        | Fenylalanine ~ uitgangsstof voor fenylpropanoïden ~ uit shikiminezuur               |
| {\displaystyle {\ce {C9H11NO3}}}        | Adrenalon                                                                           |
| {\displaystyle {\ce {C9H11NO3}}}        | Tyrosine                                                                            |
| {\displaystyle {\ce {C9H11NO3Si}}}      | Allylsilatraan ~ als Atraan                                                         |
| {\displaystyle {\ce {C9H11NO4}}}        | Levodopa                                                                            |
| {\displaystyle {\ce {C9H11N5O3}}}       | Biopterine                                                                          |

## C9H12
| Brutoformule                       | Naam                                                                             |
| ---------------------------------- | -------------------------------------------------------------------------------- |
| {\displaystyle {\ce {C9H12}}}      | Cumeen ~ Ook wel: 2-propylbenzeen, i-propylbenzeen, 2-fenylpropaan               |
| {\displaystyle {\ce {C9H12}}}      | 5-Ethylideen-2-norborneen                                                        |
| {\displaystyle {\ce {C9H12}}}      | [4,4,4,4]-Fenestraan ~ IUPAC: tetracyclo[3.3.1.03,9.07,9]nonaan ~ als Fenestraan |
| {\displaystyle {\ce {C9H12}}}      | Mesityleen ~IUPAC: 1,3,5-Trimethylbenzeen                                        |
| {\displaystyle {\ce {C9H12}}}      | n-Propylbenzeen ~ Ook wel: 1-fenylpropaan, 1-propylbenzeen, isocumeen            |
| {\displaystyle {\ce {C9H12}}}      | 1,2,3-Trimethylbenzeen ~ Ook wel: Hemimelliteen                                  |
| {\displaystyle {\ce {C9H12}}}      | 1,2,4-Trimethylbenzeen ~ Ook wel pseudocumeen ~ in bereiding Trimellietzuur      |
| {\displaystyle {\ce {C9H12FN}}}    | 4-Fluoramfetamine ~Ook wel: 4-FA                                                 |
| {\displaystyle {\ce {C9H12NO5PS}}} | Fenitrothion                                                                     |
| {\displaystyle {\ce {C9H12N2O2}}}  | Dulcine                                                                          |
| {\displaystyle {\ce {C9H12N2O5}}}  | Desoxyuridine                                                                    |
| {\displaystyle {\ce {C9H12N2O6}}}  | Uridine                                                                          |
| {\displaystyle {\ce {C9H12N2S}}}   | Prothionamide                                                                    |
| {\displaystyle {\ce {C9H12O}}}     | Mesitol ~ IUPAC: 2,4,6-trimethylfenol ~ reactie met arylloodverbindingen         |
| {\displaystyle {\ce {C9H12O}}}     | 1-(4-methylfenyl)ethanol ~ natuurlijke vorm van Fenipentol (1-fenyl-1-pentanol)  |
| {\displaystyle {\ce {C11H12OS}}}   | Methiocarbfenol ~ als metaboliet van methiocarb                                  |
| {\displaystyle {\ce {C9H12O2}}}    | Cumeenhydroperoxide                                                              |
| {\displaystyle {\ce {C11H12O2S}}}  | Methiocarbfenolsulfoxide ~ als metaboliet van methiocarb                         |
| {\displaystyle {\ce {C9H12O3}}}    | 1,3,5-trimethoxybenzeen ~ uit 1,3,5-trihydroxybenzeen                            |
| {\displaystyle {\ce {C11H12O3S}}}  | Methiocarbfenolsulfon ~ als metaboliet van methiocarb                            |

## C9H13
| Brutoformule                       | Naam |
| ---------------------------------- | --- |
| {\displaystyle {\ce {C9H13ClN6}}}  | Cyanazine ~ IUPAC: 2-chloor-4-(1-cyaan-1-methylethylamino)-6-ethylamino-1,3,5-triazine ~ Ook wel: 2-(4-chloor-6-ethylamino-1,3,5-triazine-2-ylamino)-2-methylpropionitril |
| {\displaystyle {\ce {C9H13N}}}     | Amfetamine ~ Ook wel: 1-fenylpropaan-2-amine, 2-amino-1-fenylpropaan ~ als racemaat                                                                                       |
| {\displaystyle {\ce {C9H13N}}}     | Dextro-Amfetamine |
| {\displaystyle {\ce {C9H13N}}}     | N,N-Dimethyl-p-toluïdine |
| {\displaystyle {\ce {C9H13N}}}     | N-iso-Propylaniline |
| {\displaystyle {\ce {C9H13NO}}}    | (1R,2S)-2-Amino-1-phenylpropan-1-ol |
| {\displaystyle {\ce {C9H13NO}}}    | Cathine ~ IUPAC: (1S,2S)-2-amino-1-phenylpropan-1-ol |
| {\displaystyle {\ce {C9H13NO3}}}   | Adrenaline ~ IUPAC: 1-(3,4-dihydroxyfenyl)- 2-(N-methylamino)ethanol ~ reactie o.i.v.: monoamino-oxidase                                                                  |
| {\displaystyle {\ce {C9H13N2O2}}}  | Pyridostigmine |
| {\displaystyle {\ce {C9H13N2O8P}}} | Desoxyuridinemonofosfaat |
| {\displaystyle {\ce {C9H13N2O9P}}} | Uridinemonofosfaat |
| {\displaystyle {\ce {C9H13N3O}}}   | Iproniazide |
| {\displaystyle {\ce {C9H13N3O4}}}  | Desoxycytidine |
| {\displaystyle {\ce {C9H13N3O5}}}  | Cytidine |

## C9H14
| Brutoformule                         | Naam |
| ------------------------------------ | --- |
| {\displaystyle {\ce {C9H14N2O12P2}}} | Uridinedifosfaat |
| {\displaystyle {\ce {C9H14N3O6P}}}   | Cytidinemonofosfaat |
| {\displaystyle {\ce {C9H14N4O3}}}    | Carnosine |
| {\displaystyle {\ce {C9H14N5O4P}}}   | Tenofovir disoproxil |
| {\displaystyle {\ce {C9H14O}}}       | Foron |
| {\displaystyle {\ce {C9H14O}}}       | Isoforon |
| {\displaystyle {\ce {C9H14O2}}}      | Ethylcinnamaat ~ als ester van kaneelzuur |
| {\displaystyle {\ce {C9H14O6}}}      | glyceroltriacetaat ~ IUPAC: 1,3-diacetyloxypropan-2-yl acetaat ~ Ook wel: glyceryltriacetaat, glyceroltriacetaat, 1,2,3-triacetoxypropaan, 1,2,3-propaantrioltriacetaat, E1518 |

## C9H15
| Brutoformule                         | Naam                                                                 |
| ------------------------------------ | -------------------------------------------------------------------- |
| {\displaystyle {\ce {C9H15Br6O4P}}}  | Tris(2,3-dibroompropyl)fosfaat                                       |
| {\displaystyle {\ce {C9H15F6N2P}}}   | 1-butyl-3-methylimidazoliumhexafluorfosfaat ~ als ionische vloeistof |
| {\displaystyle {\ce {C9H15NO3S}}}    | Uridinetrifosfaat                                                    |
| {\displaystyle {\ce {C9H15N2O15P3}}} | Captopril                                                            |
| {\displaystyle {\ce {C9H15N3O2S}}}   | Ergothioneïne                                                        |
| {\displaystyle {\ce {C9H15N3O10P2}}} | Desoxycytidinedifosfaat                                              |
| {\displaystyle {\ce {C9H15N3O11P2}}} | Cytidinedifosfaat                                                    |
| {\displaystyle {\ce {C9H15N5O}}}     | Minoxidil                                                            |
| {\displaystyle {\ce {C9H15N5O7S2}}}  | Amidosulfuron                                                        |

## C9H16
| Brutoformule                         | Naam                                                                                  |
| ------------------------------------ | ------------------------------------------------------------------------------------- |
| {\displaystyle {\ce {C9H16}}}        | Cyclononeen                                                                           |
| {\displaystyle {\ce {C9H16}}}        | Octahydro-indeen ~ IUPAC: bicyclo[4.3.0]nonaan ~ Ook wel: hexahydroindaan, hydrindaan |
| {\displaystyle {\ce {C9H16ClN5}}}    | Propazine                                                                             |
| {\displaystyle {\ce {C9H16ClN5}}}    | Trietazine                                                                            |
| {\displaystyle {\ce {C9H16Cl2N4}}}   | Quaternium-15 ~ IUPAC: hexamethyleentetraminechloroallylchloride                      |
| {\displaystyle {\ce {C9H16N2}}}      | DBU ~ IUPAC: 1,8-Diazabicyclo[5.4.0]undec-7-een                                       |
| {\displaystyle {\ce {C9H16N3O14P3}}} | Cytidinetrifosfaat                                                                    |
| {\displaystyle {\ce {C9H16O}}}       | 2-Nonenal ~ Oudemensenlucht                                                           |
| {\displaystyle {\ce {C9H16O4}}}      | nonaandizuur ~ Ook wel: azelaïnezuur                                                  |

## C9H17
| Brutoformule                     | Naam |
| -------------------------------- | --- |
| {\displaystyle {\ce {C9H17N}}}   | Chinolizidine |
| {\displaystyle {\ce {C9H17NOS}}} | Molinaat |
| {\displaystyle {\ce {C9H17NO2}}} | Gabapentine ~ IUPAC: 2-[1-(aminomethyl)cyclohexyl]azijnzuur                                                       |
| {\displaystyle {\ce {C9H17NO5}}} | Pantotheenzuur ~ OOK WEL: vitamine B5, D-pantotheenzuur, (R)-N-(2,4-dihydroxy-3,3- dimethyl-1-oxobutyl)-β-alanine |

## C9H18
| Brutoformule                        | Naam                                                                                               |
| ----------------------------------- | -------------------------------------------------------------------------------------------------- |
| {\displaystyle {\ce {C9H18}}}       | Cyclononaan                                                                                        |
| {\displaystyle {\ce {C9H18}}}       | 1-Noneen                                                                                           |
| {\displaystyle {\ce {C9H18BF3O3S}}} | Dibutylboortrifluormethaansulfonaat {\displaystyle {\ce {(CF3)S(O)2OB(C4H9)2}}}                    |
| {\displaystyle {\ce {C9H18Cl3O4P}}} | Tris(1-chloor-2-propyl)fosfaat                                                                     |
| {\displaystyle {\ce {C9H18LiN}}}    | Lithiumtetramethylpiperidide                                                                       |
| {\displaystyle {\ce {C9H18NO}}}     | TEMPO ~ IUPAC: tetramethylpiperidinoxyl ~ als radicaal                                             |
| {\displaystyle {\ce {C9H18FeN3S6}}} | Ferbam                                                                                             |
| {\displaystyle {\ce {C9H18N2O4}}}   | Meprobamaat                                                                                        |
| {\displaystyle {\ce {C9H18O}}}      | Di-isobutylketon ~ IUPAC: 2,6-dimethyl-4-heptanon                                                  |
| {\displaystyle {\ce {C9H18O2}}}     | Nonaanzuur                                                                                         |
| {\displaystyle {\ce {C9H18O2}}}     | 3,5,5-trimethylhexaanzuur ~ isononaanzuur                                                          |
| {\displaystyle {\ce {C9H18O2}}}     | Ethylheptanoaat ~ als ester van heptaanzuur                                                        |
| {\displaystyle {\ce {C9H18O3Si2}}}  | Bis(trimethylsilyl)deltaat ~ in synthese van deltazuur                                             |
| {\displaystyle {\ce {C9H18O6}}}     | Acetonperoxide ~ Ook wel: triaceton-triperoxide, TATP, peroxyaceton, tricycloaceton-peroxide, TCAP |

## C9H19
| Brutoformule                     | Naam                                                   |
| -------------------------------- | ------------------------------------------------------ |
| {\displaystyle {\ce {C9H19N}}}   | nonaannitril ~ in fase-transfer-gekatalyseerde reactie |
| {\displaystyle {\ce {C9H19NOS}}} | S-ethyldipropylthiocarbamaat                           |
| {\displaystyle {\ce {C9H19NO4}}} | Panthenol                                              |

## C9H20
| Brutoformule                      | Naam                      |
| --------------------------------- | ------------------------- |
| {\displaystyle {\ce {C9H20}}}     | Nonaan                    |
| {\displaystyle {\ce {C9H20NO2}}}  | Muscarine                 |
| {\displaystyle {\ce {C9H20N2O2}}} | Propamocarb               |
| {\displaystyle {\ce {C9H20O}}}    | 3,5,5-Trimethylhexan-1-ol |

## C9H21
| Brutoformule                        | Naam |
| ----------------------------------- | --- |
| {\displaystyle {\ce {C9H21BO3}}}    | Tri-isopropylboraat ~ Formule: {\displaystyle {\ce {((CH3)2CHO)3B}}}                                                |
| {\displaystyle {\ce {C9H21ClSi}}}   | Tri-i-propylsilylchloride ~ Formule: {\displaystyle {\ce {((CH3)2CH-)3SiCl}}} ~ bescherming via hexafluorkiezelzuur |
| {\displaystyle {\ce {C9H21ClN2O2}}} | Propamocarb.hydrochloride                                                                                           |
| {\displaystyle {\ce {C9H21N3}}}     | 2-tert-butyl-1,1,3,3-tetramethylguanidine ~ "Bartons base"                                                          |
| {\displaystyle {\ce {C9H21NO3}}}    | Tri-isopropanolamine                                                                                                |
| {\displaystyle {\ce {C9H21N2O2+}}}  | (6-N,6-N,6-N)Trimethyllysine ~ als methyllysine                                                                     |

## C9H22
| Brutoformule                        | Naam   |
| ----------------------------------- | ------ |
| {\displaystyle {\ce {C9H22O4P2S4}}} | Ethion |

## C9H23
| Brutoformule                    | Naam |
| ------------------------------- | --- |
| {\displaystyle {\ce {C9H23N3}}} | PMDTA ~ IUPAC: N,N,N',N",N"-pentamethyldiethyleentriamine ~ Formule: {\displaystyle {\ce {(CH3)2NCH2CH2N(CH3)CH2CH2N(CH3)2}}} |

## C9H27
| Brutoformule                      | Naam                                               |
| --------------------------------- | -------------------------------------------------- |
| {\displaystyle {\ce {C9H27PSi3}}} | Tris(trimethylsilyl)fosfine ~ in synthese fosfines |